# David H. Ahl
David H. Ahl (né en 1939) est le fondateur du magazine Creative Computing. Il est également l'auteur d'un grand nombre de livres howto, notamment BASIC Computer Games, le premier livre consacré à l'informatique se vendant à plus d'un million d'exemplaires.
Après avoir obtenu un diplôme en génie électrique et en administration des affaires, tout en terminant son Ph.D. en psychologie de l'éducation, il est recruté par Digital Equipment Corporation en tant que consultant en marketing en 1969, afin de développer leur propre gamme de produits éducatifs. Il publie EDU, une lettre d'information de DEC qui traite des utilisations pédagogiques de l'ordinateur, et qui inclut régulièrement des instructions pour jouer à des jeux informatiques sur les mini-ordinateurs. Pendant la récession 1973, DEC réduit son budget attribué au développement de produits éducatifs et Ahl est licencié.
Il est réembauché dans une division de DEC dédiée au développement de nouveaux matériels, et son équipe est impliquée dans la construction d'un ordinateur de plus petite taille que tout ce qui existe à l'époque, avec l'intention de mettre ce nouveau produit sur de nouveaux marchés tels que les écoles. DEC construit donc le VT180 (nom de code "Robin"), un terminal VT100 doté d'un Z80 supplémentaire pour gérer CP/M, mais qui est finalement disponible uniquement auprès des employés de DEC.
Ahl propose à DEC la publication d'un livre qu'il a réalisé, BASIC Computer Games. Considérant l'ordinateur comme un outil éducatif individuel, les jeux lui semblent être un aspect naturel du sujet. Ahl présente son plan pour la commercialisation des ordinateurs personnels lors d'une réunion chez DEC. Il fait valoir que les enfants qui apprennent l'informatique devraient disposer de vraies machines, et pas seulement des terminaux connectés à un système basé sur le temps partagé proposé par un ordinateur central. Ahl déclare plus tard que les ingénieurs semblaient intéressés, mais le conseil d'administration n'était pas enthousiaste.
Frustré, Ahl quitte DEC en 1974, et fonde Creative Computing, l'un des premiers magazine couvrant la révolution des micro-ordinateurs. Creative Computing couvrait l'ensemble du milieu lié à informatique personnelle, amateur ou à domicile, dans un format plus accessible que le magazine BYTE, plus orienté sur l'aspect technique. Bien qu'Ahl vende le magazine à Ziff Davis au début des années 1980, il reste en tant qu'éditeur en chef.
En 2010, David Ahl participe à la republication de deux de ses livres sur la programmation informatique intitulés Special 25th et 30th Anniversary Edition pour un nouvel environnement de développement destiné aux débutants appelé Microsoft Small Basic.

## Publications
- Understanding mathematics and logic using BASIC computer games (1973)
- 101 BASIC Computer Games (1973)
- Getting started in classroom computing (1974)
- The Best of Creative Computing (1977)
- BASIC Computer Games (1978)
- More BASIC Computer Games (1979)
- Dad's Lessons for Living
- The Timex Sinclair 1000 (1983)
- The Epson Hx-20 Ideabook (1983)
- Mattel Aquarius Ideabook (1983)
- Panasonic Jr-200 Ideabook (1983)
- Computers in Science and Social Studies: A Sourcebook of Ideas (1983)
- Big Computer Games (1984)
- The TRS-80 Model 100 Ideabook (1984)
- David Ahl's Basic Computer Adventures: 10 Treks and Travels Through Time and Space (1986)
- Dodge M37 Restoration Guide: Covers All 1951-1968 Military M37, M42, M43, & B1 Models (2001)